# インフィニティー
インフィニティー株式会社（英: INFINITY Co.,Ltd.）は、東京都目黒区に本社を置き、コンピュータゲームソフトの開発を主な業務とする日本の企業。

## ゲーム作品
| タイトル                                                | 年   | プラットフォーム            | 発売元/サービス配信元                    |
| ------------------------------------------------------- | ---- | --------------------------- | ---------------------------------------- |
| 逃走中 グレートミッション                               | 2024 | Nintendo Switch             | ディースリー・パブリッシャー             |
| モデルデビュー2 ＃ニコラ                                | 2021 | Nintendo Switch             | フリュー                                 |
| ミスタードリラー アンコール                             | 2020 | Nintendo Switch / steam     | バンダイナムコエンターテインメント       |
| モデルデビュー ＃ニコラ                                 | 2019 | Nintendo Switch             | フリュー                                 |
| 超・逃走中＆超・戦闘中 ダブルパック                     | 2018 | Nintendo Switch             | バンダイナムコエンターテインメント       |
| ミラクルちゅーんず! ゲームでチューンアップ! だプン!     | 2017 | ニンテンドー3DS             | フリュー                                 |
| プチ・シェフ                                            | 2017 | iOS                         | インフィニティー                         |
| Pyrobreaker                                             | 2017 | iOS                         | インフィニティー                         |
| おそ松さん 松まつり!                                    | 2016 | ニンテンドー3DS             | バンダイナムコエンターテインメント       |
| 超・戦闘中 究極の忍とバトルプレイヤー頂上決戦！         | 2016 | ニンテンドー3DS             | バンダイナムコエンターテインメント       |
| 超・逃走中 あつまれ！最強の逃走者たち                   | 2015 | ニンテンドー3DS             | バンダイナムコエンターテインメント       |
| ドリームガール プルミエ                                 | 2015 | ニンテンドー3DS             | アルケミスト                             |
| まほコレ~魔法☆あいどるコレクション~                     | 2014 | ニンテンドー3DS             | MAGES.                                   |
| 戦闘中 伝説の忍とサバイバルバトル！                     | 2013 | ニンテンドー3DS             | バンダイナムコゲームス                   |
| nicola監修 モデル☆おしゃれオーディション ドリームガール | 2013 | ニンテンドー3DS             | アルケミスト                             |
| 逃走中 史上最強のハンターたちからにげきれ！             | 2012 | ニンテンドー3DS             | バンダイナムコゲームス                   |
| nicola監修 モデル☆おしゃれオーディション プラチナ       | 2012 | ニンテンドー3DS             | アルケミスト                             |
| ちび☆デビ!                                              | 2012 | ニンテンドー3DS             | アルケミスト                             |
| nicola監修 モデル☆おしゃれオーディションⅡ               | 2011 | ニンテンドー3DS             | アルケミスト                             |
| きれいずきん生活２                                      | 2011 | ニンテンドーDS              | 日本コロムビア                           |
| みんなとキミのピラメキーノ                              | 2010 | ニンテンドーDS              | バンダイナムコゲームス                   |
| まめゴマ3 ~かわいいがいっぱい~                          | 2010 | ニンテンドーDS              | コロムビアミュージックエンタテインメント |
| クイズ!ヘキサゴンII                                     | 2010 | ニンテンドーDS              | バンダイナムコゲームス                   |
| nicola監修 モデル☆おしゃれオーディション                | 2010 | ニンテンドーDS              | アルケミスト                             |
| きれいずきん生活                                        | 2010 | ニンテンドーDS              | コロムビアミュージックエンタテインメント |
| 靴下にゃんこ                                            | 2009 | ニンテンドーDS              | ディースリー・パブリッシャー             |
| クプ～!! まめゴマ！                                     | 2009 | ニンテンドーDS              | クリエィティヴ・コア                     |
| まちのペット屋さんＤＳ２                                | 2009 | ニンテンドーDS              | イーフロンティア                         |
| たまごっちのキラキラおみせっち                          | 2008 | ニンテンドーDS              | バンダイナムコゲームス                   |
| まめゴマ２ うちのコがイチバン！                         | 2008 | ニンテンドーDS              | クリエィティヴ・コア                     |
| はぴはぴクローバー                                      | 2008 | ニンテンドーDS              | クリエィティヴ・コア                     |
| まちのペット屋さんDS                                    | 2007 | ニンテンドーDS              | イーフロンティア                         |
| ゲームで出ましたっ!パワパフガールズZ                    | 2007 | ニンテンドーDS              | バンダイナムコゲームス                   |
| フィッシュアイズ ポータブル                             | 2006 | PlayStation Portable        | マーベラスインタラクティブ               |
| ファンタジーアース                                      | 2005 | 通信対戦                    | スクウェア・エニックス                   |
| SEGA AGES 北米版                                        | 2005 | PlayStation 2               | ディースリー・パブリッシャー             |
| RibbitKing 北米版・欧州版                               | 2004 | PlayStation 2               | バンダイ                                 |
| RibbitKing 北米版・欧州版                               | 2004 | ニンテンドー ゲームキューブ | バンダイ                                 |
| クロスゲート PUK2                                       | 2003 | 通信対戦                    | スクウェア・エニックス                   |
| ケロケロキング スーパーDX                               | 2003 | PlayStation 2               | バンダイ                                 |
| ケロケロキング                                          | 2003 | ニンテンドー ゲームキューブ | バンダイ                                 |
| きょうのわんこ                                          | 2003 | PlayStation 2               | デジキューブ                             |
| シムゴルフ                                              | 2003 | Windows通信対戦             | エレクトロニック・アーツ・スクウェア     |
| ミスタードリラー2                                       | 2002 | Windows通信対戦             | ナムコ                                   |
| セガカラ for PC                                         | 2002 | Windows通信                 | セガ                                     |
| リーヴェルファンタジア〜マリエルと妖精物語〜            | 2002 | PlayStation 2               | ビクターインタラクティブソフトウェア     |
| チョコレート♪キッス                                     | 2002 | PlayStation                 | デジキューブ                             |
| わたしスタイルのアロマセラピー                          | 2001 | PlayStation                 | ディースリー・パブリッシャー             |
| プーさんの一日2 (/プーさんメール2)                      | 2001 | Windows / Macintosh         | ODN/日本テレコム                         |
| スーパーロボット・バトルメーラー                        | 2001 | Windows通信                 | メディアファクトリー                     |
| 爆釣日本列島2                                           | 2000 | PlayStation                 | ビクターインタラクティブソフトウェア     |
| 霊刻                                                    | 2000 | PlayStation                 | メディアファクトリー                     |
| ヒロ・ヤマガタ                                          | 1999 | PlayStation                 | イマジニア                               |
| かえるの絵本 〜なくした記憶を求めて〜                   | 1999 | PlayStation                 | ビクターインタラクティブソフトウェア     |
| バルディッシュ                                          | 1999 | PlayStation                 | イマジニア                               |
| バルディッシュ                                          | 1999 | Windows通信対戦             | イマジニア                               |
| ヒロ・ヤマガタ                                          | 1998 | ハイブリッド版              | イマジニア                               |
| G・O・D pure                                            | 1997 | PlayStation                 | イマジニア                               |
| ディセントII（日本語化）                                | 1997 | Windows 95                  | エレクトロニック･アーツ･ビクター         |
| ウルティマアンダーワールド                              | 1997 | PlayStation                 | エレクトロニック･アーツ･ビクター         |
| 忍者じゃじゃ丸くん 鬼斬忍法帖                           | 1997 | PlayStation                 | ジャレコ                                 |
| システムショック                                        | 1996 | PC9801/9821・DOS/V          | エレクトロニック･アーツ･ビクター         |
| G.O.D 目覚めよと呼ぶ声が聴こえ                          | 1996 | スーパーファミコン          | イマジニア                               |
| アイアンアサルト                                        | 1995 | PC9801/9821・DOS/V          | イマジニア                               |
| ディセント                                              | 1995 | PC9801/9821                 | エレクトロニック･アーツ･ビクター         |
| DOOMII                                                  | 1995 | PC9801/9821                 | イマジニア                               |
| テーマパーク                                            | 1995 | PC9801/9821・ FM-TOWNS      | エレクトロニック･アーツ･ビクター         |
| ウルティマアンダーワールドII                            | 1995 | PC9801/9821・ FM-TOWNS      | エレクトロニック･アーツ･ビクター         |
| 宇宙への挑戦                                            | 1995 | PC9801/9821・ FM-TOWNS      | ビクターエンタティンメント               |
| RACラリー                                               | 1994 | PC9801/9821                 | ビクターエンタティンメント               |
| DOOM                                                    | 1994 | PC9801/9821                 | イマジニア                               |
| シムシティ2000                                          | 1994 | PC9801/9821                 | イマジニア                               |
| ウルティマアンダーワールド                              | 1994 | PC9801/9821                 | ビクターエンタティンメント               |
| シャドーキャスター                                      | 1994 | PC9801/9821                 | ビクターエンタティンメント               |
| ウルフェンシュタイン3D                                  | 1994 | PC9801/9821                 | イマジニア                               |
| キャッスルズII                                          | 1993 | PC9801/9821                 | ビクターエンタティンメント               |
| キャッスルズ                                            | 1992 | PC9801/9821・ FM-TOWNS      | ビクターエンタティンメント               |
| ウルティマVI                                            | 1991 | スーパーファミコン          | ポニーキャニオン                         |
| パワーモンガー                                          | 1991 | PC9801・FM-TOWNS・X6800     | イマジニア                               |
| ウルティマV                                             | 1989 | PC9801・X6800               | ポニーキャニオン                         |
| 松本亨の株式必勝学II                                    | 1989 | ファミリーコンピュータ      | イマジニア                               |
| ウルティマ・聖者への道                                  | 1988 | ファミリーコンピュータ      | ポニーキャニオン                         |
| オリュンポスの戦い                                      | 1988 | ファミリーコンピュータ      | イマジニア                               |

## 書籍
| タイトル                                 | 発売年 | 出版社       |
| ---------------------------------------- | ------ | ------------ |
| 3Dネットワークゲームプログラミングガイド | 2001   | 秀和システム |
| DirectX9 プログラミングガイド            | 2004   | 秀和システム |

## 主要取引先
- ディースリー・パブリッシャー
- 日本コロムビア（コロムビアハウス）
- バンダイナムコエンターテインメント
- フリュー